# Otto Hahn
Otto Hahn (født 8. marts 1879 i Frankfurt am Main, død 28. juli 1968 i Göttingen) var en tysk kemiker.
De første nukleare isomerer (Uran Z/Uran X2), der nu kendes som Protactiniumisotoper, blev opdaget af Otto Hahn (og Lise Meitner) i 1921. I 1944 modtog han nobelprisen i kemi.